# Herz Marien (Regensburg)

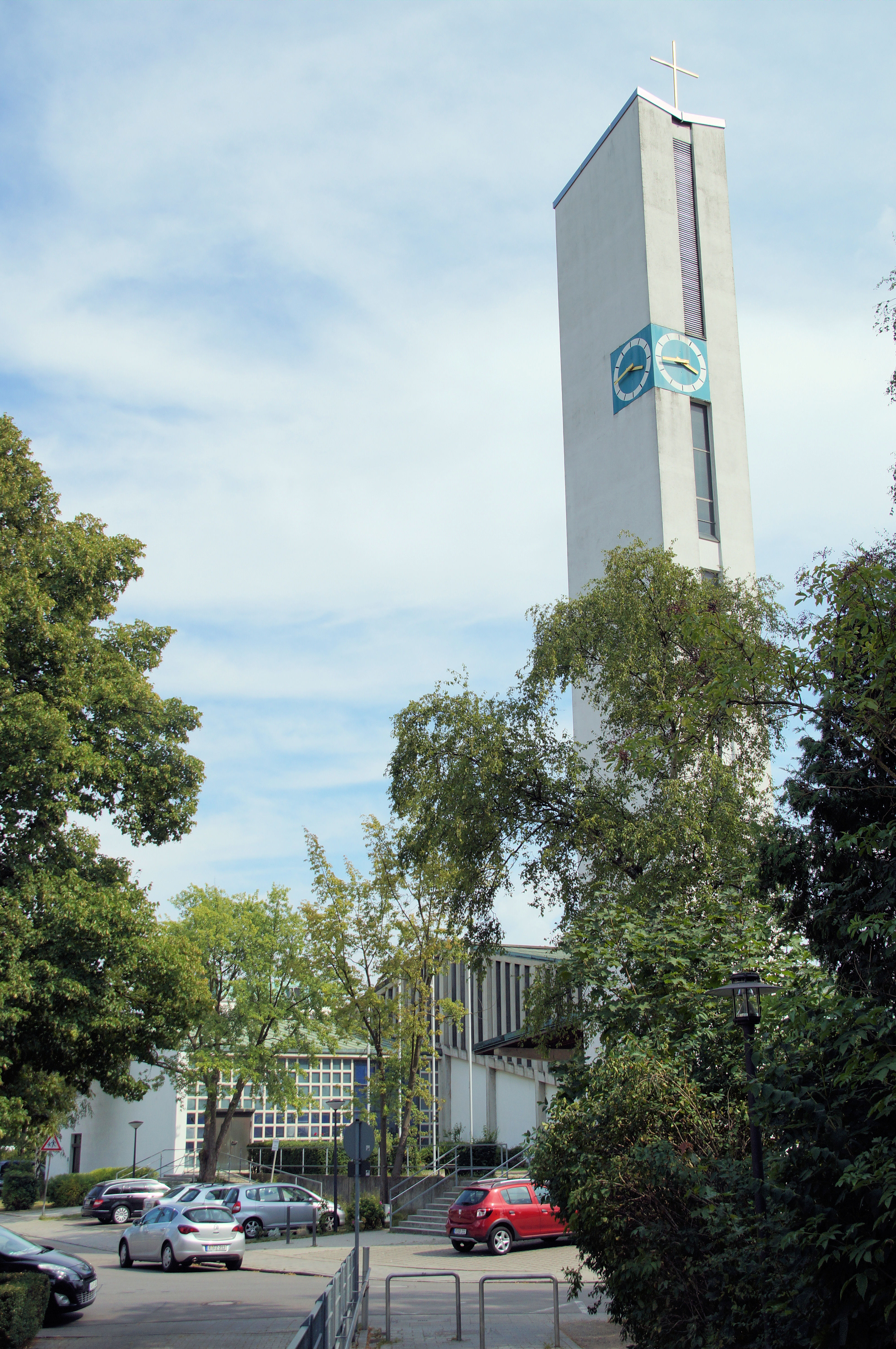
Herz Marien

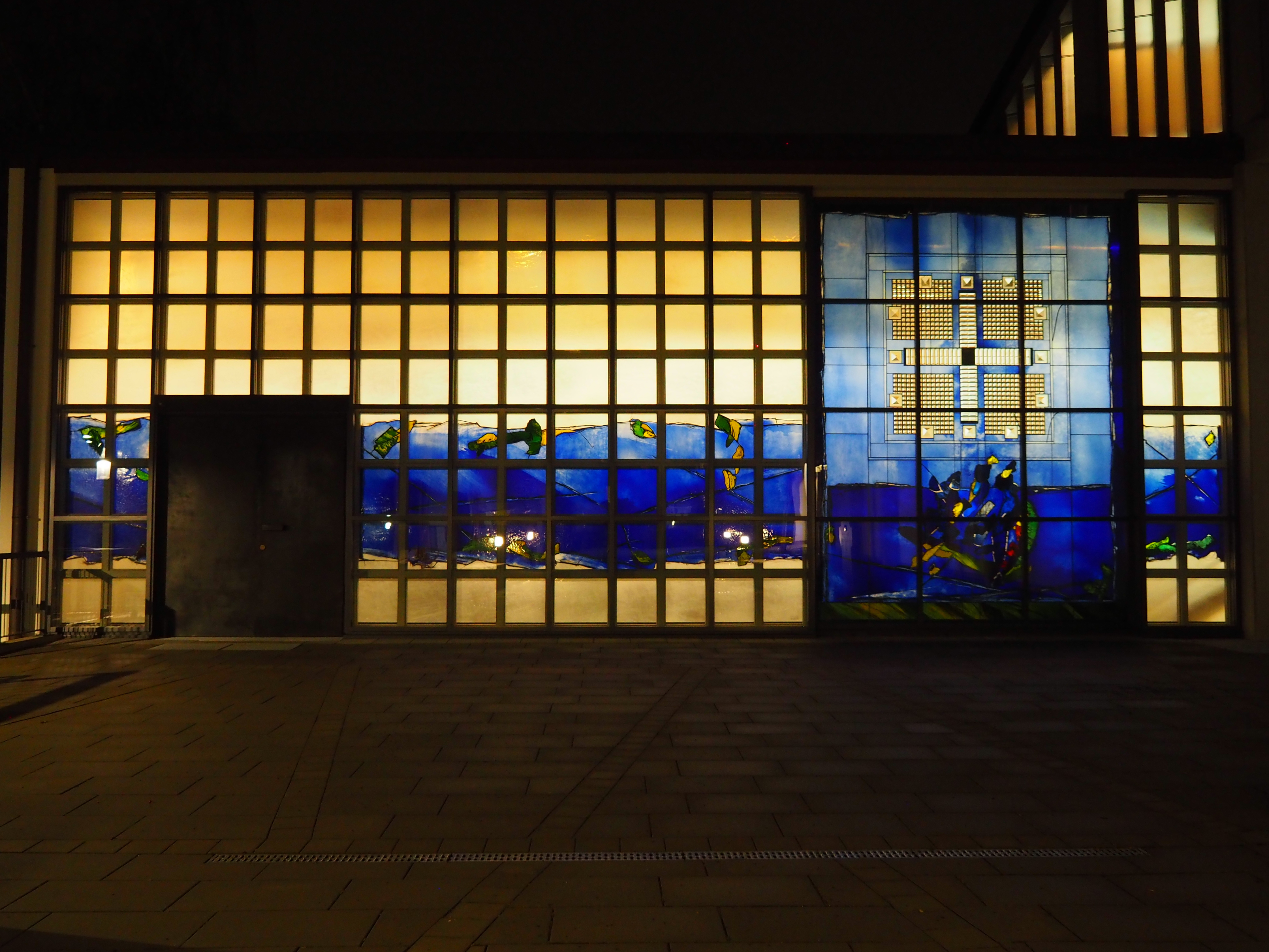
Fenstergestaltung von Graham Jones

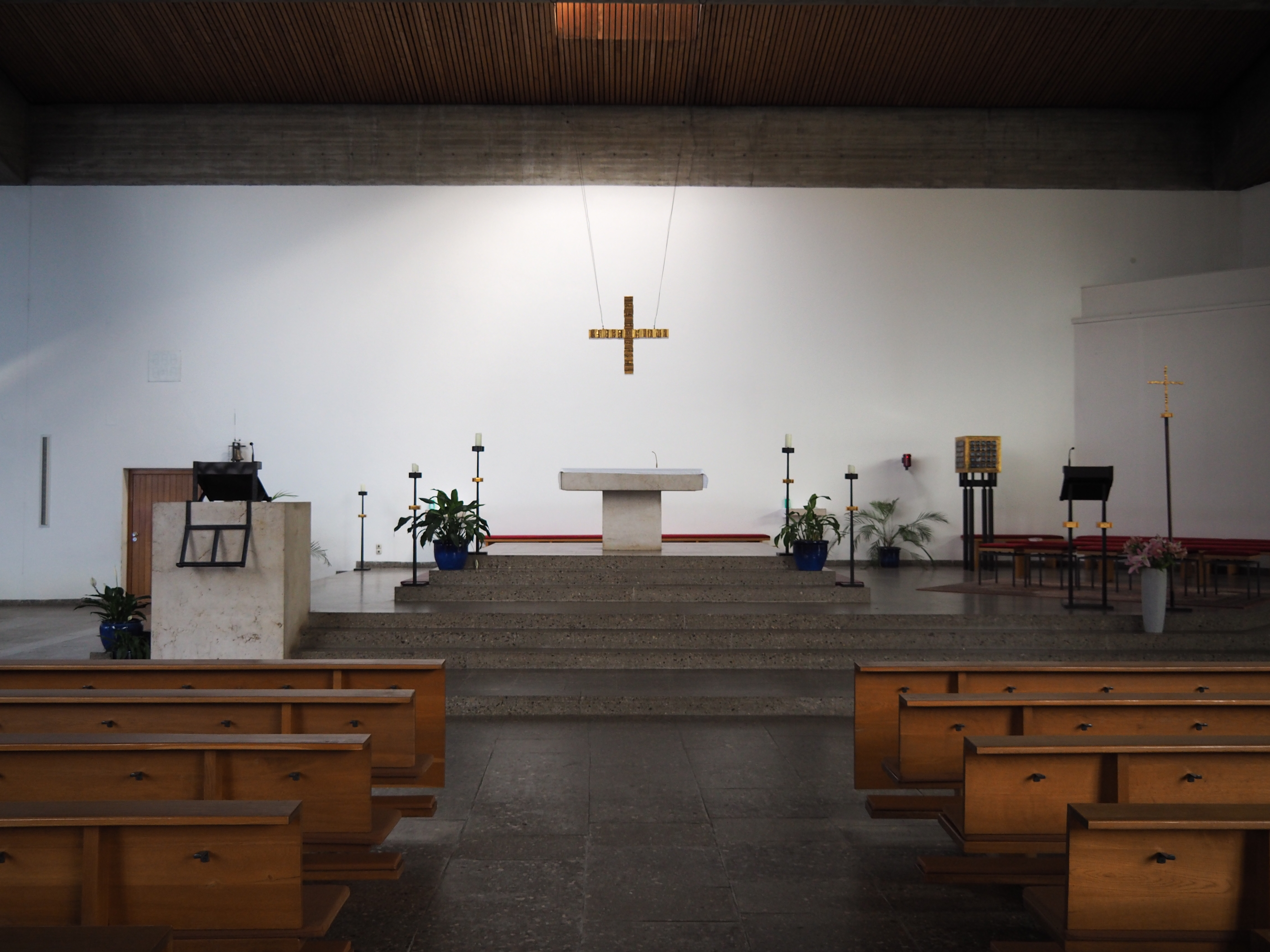
Innenansicht

Die katholische Pfarrkirche Herz Marien mit angeschlossenem Gemeindezentrum steht in der Rilkestrasse 17 im Westenviertel von Regensburg.

## Geschichte
Das Bevölkerungswachstum im Regensburger Westen in der Nachkriegszeit machte den Bau eines neuen Pfarrzentrums notwendig. Zunächst wurde auf dem 1946 reservierten Gelände ein zweigeschossiges Kindergartengebäude für den neuen Kindergarten St. Michael mit anschließenden Dienstwohnungen erbaut, welches 1959 eingeweiht wurde. Die konkreten Planungen des eigentlichen Gemeindezentrums begannen 1961 nach Ankauf des Bauplatzes. Am 29. Mai 1961 entschied sich die Kirchenverwaltung für das Projekt Raumfolge des Regensburger Regierungsbaumeisters Helmut Wernhard, welches in einem eingeschränkten Architektenwettbewerb zum Sieger erklärt wurde und so mit wenigen Überarbeitungen zur Ausführung kam. Am 18. Mai 1962 erfolgte der erste Spatenstich, am 12. August die Grundsteinlegung, am 22. April 1963 das Richtfest und am 3. November die Einweihung durch Bischof Rudolf Graber.
Am 1. Januar 1964 wurde die Kirche zur Pfarrei Herz Marien erhoben und damit von der Muttergemeinde Herz Jesu abgetrennt. Der Kirchturm wurde 1997 saniert. Es folgten 2004/05 der Sakristeianbau, die Dachsanierung 2015 und die Außensanierung von 2018 bis 2020. Nach der Feier des 60-jährigen Jubiläums im Jahr 2023 wurde im März 2024 eine umfangreiche Innensanierung in Angriff genommen. Mit ungefähr 8000 Katholiken ist die Pfarrei die größte in Regensburg. Die Nebenkirche St. Fidelis, eine ehemalige Klosterkirche, wurde 2023 profaniert.

## Gebäude
Die nahezu T-förmige Raumfamilie mit 780 Sitzplätzen ist in verschiedenen Ebenen angelegt und gliedert sich vor allem in zwei virtuelle Achsen, bestehend aus dem größeren Hauptraum mit 40 m Länge und 18 m Breite in West-Ost-Richtung und dem kleineren, querschiffartigen in Nord-Süd-Richtung für kleinere Gottesdienstformen. Beide Achsen treffen sich auf der siebenstufigen Altarinsel. Das Dach wir in einer lichten Höhe von 11 m durch acht, jeweils 20 Tonnen wiegende Spannbetonbinder getragen, welche eine stützenfreie Konstruktion ermöglichen.
Im Westen wird der Hauptraum durch die tiefer gelegene Taufkapelle abgeschlossen. Unter dem kleineren Raum befindet sich die Unterkirche, unter dem Hauptraum der Gemeindesaal mit Bühnenanlage. Der an den Terrassenhof angegliederte, freistehende 31,80 m hohe Glockenturm trägt ein Kreuz mit 3 m Höhe. An der Ostseite befindet sich das Gemeindezentrum mit zahlreichen Einzelräumen und Sakristei. An der Westseite, südlich nach dem Terrassenhof folgt ein Doppelhaus, welches für das Pfarramt und die Personalwohnungen errichtet wurde.

## Ausstattung

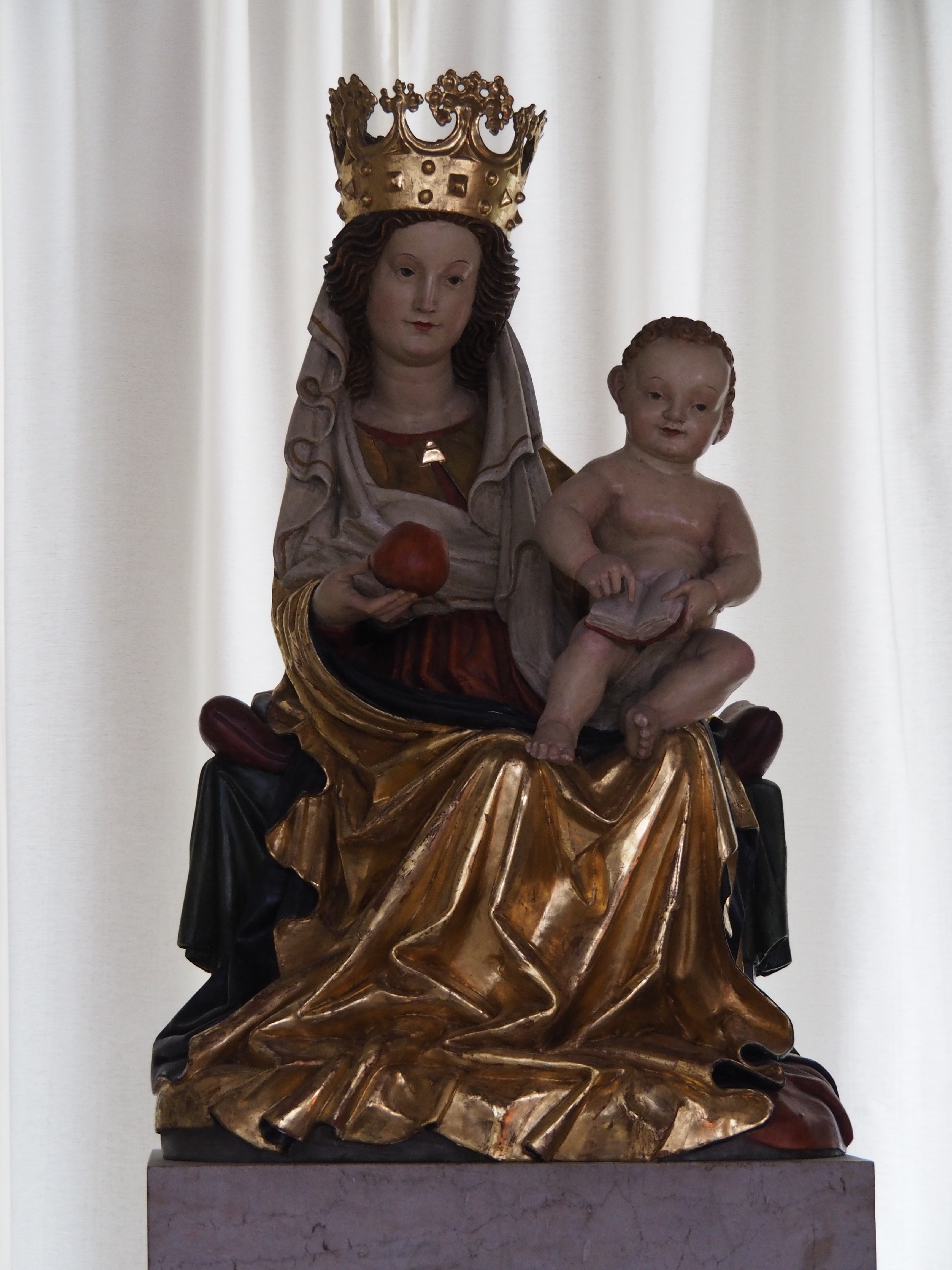
Kopie der „Madonna von Seeon“

Bei der Ausgestaltung des Kirchenraumes wurde größte Zurückhaltung angestrebt. Der weiß getünchte Putz und die Verwendung von Holz an der Decke und bei den Kirchbänken schafft eine warme Atmosphäre. Das Tageslicht dringt durch 80 Betonlamellen in den Kirchenraum, die Altarinsel wird durch ein Oberlicht beleuchtet. Durch die sublime Lichtführung kommt das goldgefasste Kreuz und der Tabernakel deutlich zur Geltung und schafft die Konzentration auf das Wesentliche.
Der Altartisch aus Kelheimer Kalkstein ist quadratisch gestaltet. Daher kann in beide Achsen zelebriert werden. Ursprünglich umgab die Altarinsel eine schlichte Kommunionbank.
Die Marienstatue unter der Orgelempore ist eine Kopie der „Madonna von Seeon“ (Original im Bayerischen Nationalmuseum in München).
1964 wurde die künstlerische Gestaltung der Glasfenster in der Taufkapelle durch die Firma Preis abgeschlossen. Die Kirchenfenster im Eingangsbereich des kleineren Kirchenraumes mit der Darstellung des „Himmlischen Jerusalem“  wurde durch A. F. Gangkofer gestaltet. Durch technische Probleme musste das Kunstwerk bereits 1969 rückgebaut und durch eine provisorische Industrieverglasung ersetzt werden. 1996 erfolgte durch Graham Jones aus London eine Neugestaltung zum gleichen Bildthema.

## Orgel

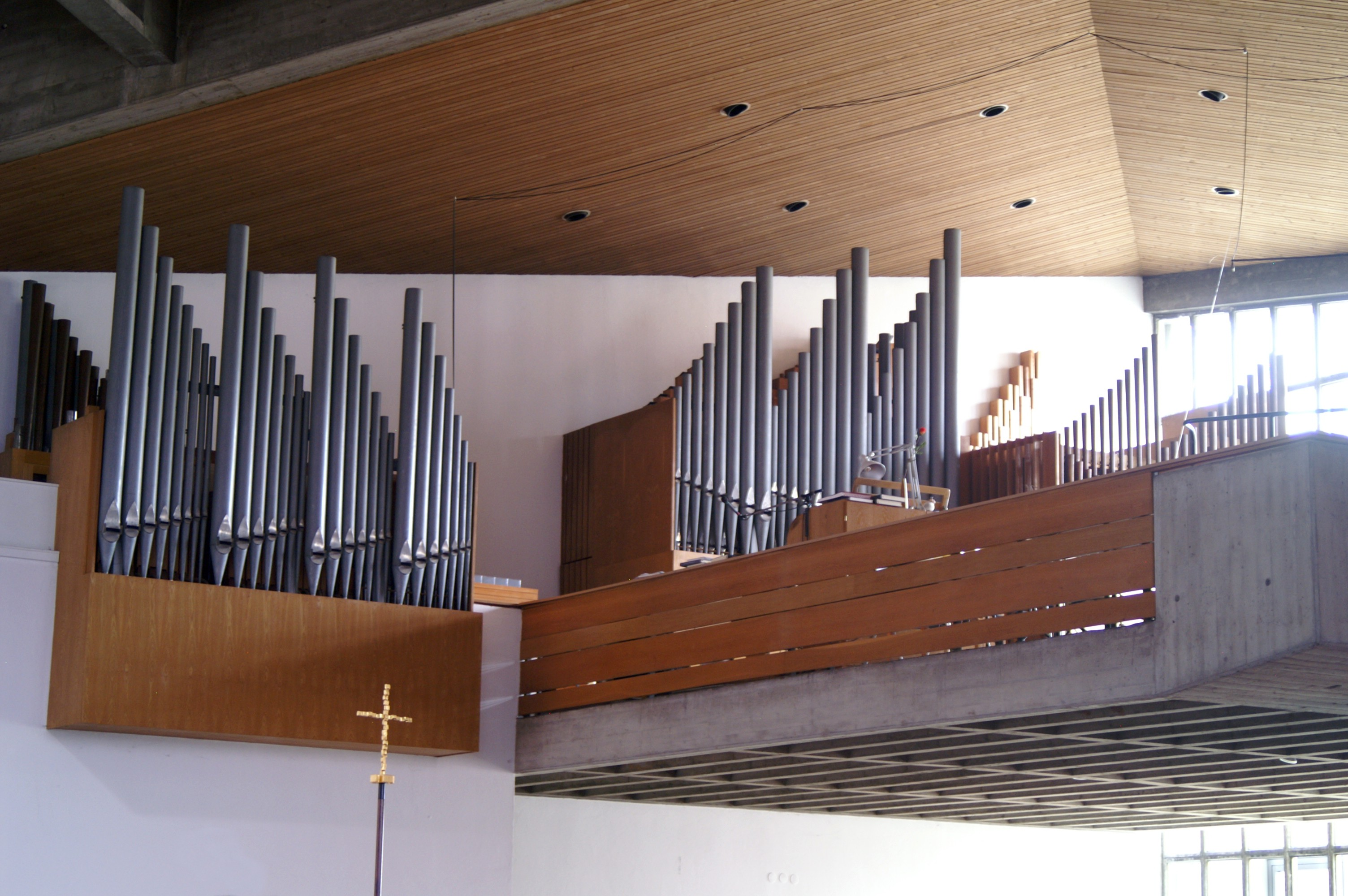
Orgel nach der Erweiterung von 1973

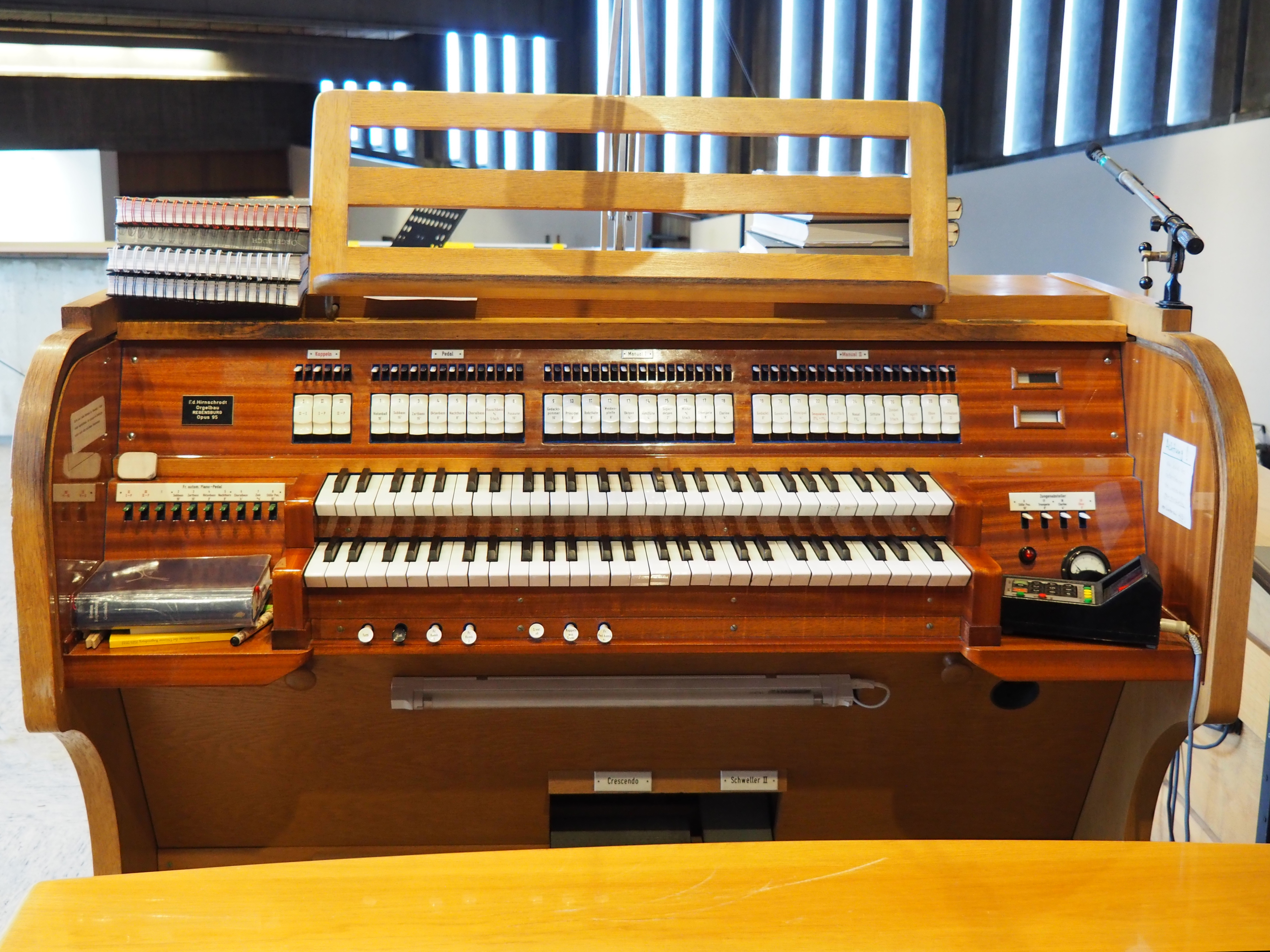
Spieltisch der Orgel

Auf der, im stumpfen Winkel angesetzten Empore befindet sich die Orgel von Eduard Hirnschrodt (Opus 95), gefertigt ab März 1967 mit elektro-pneumatischen Kegelladen und fahrbaren Spieltisch. Die ursprünglich 25 Register, verteilen sich auf zwei Manuale und Pedal. Das Instrument wurde vor der Christmette am 24. Dezember im selben Jahr von dem ersten Pfarrer der Kirche, Otto Semmet geweiht. Das Werk wurde aus Kostengründen zunächst nur einmanualig mit 16 Registern ausgeführt. 1973 wurde das Instrument vervollständigt und 1991 um zwei Register erweitert. Die von Karl Norbert Schmid erstellte Disposition lautet heute:
| I Hauptwerk C–g3 |               |       |
| 1.               | Gedacktpommer | 16′   |
| 2.               | Principal     | 8′    |
| 3.               | Rohrflöte     | 8′    |
| 4.               | Weidenpfeife  | 8′    |
| 5.               | Oktave        | 4′    |
| 6.               | Hohlflöte     | 4′    |
| 7.               | Superoktave   | 2′    |
| 8.               | Mixtur VI     | 1 ⁄3′ |
| 9.               | Trompete      | 8′    |
| 10.              | Clarine       | 4′    |

| II Schwellwerk C–g3 |               |               |
| 11.                 | Gedackt       | 8′            |
| 12.                 | Principal     | 4′            |
| 13.                 | Gambetta      | 4′            |
| 14.                 | Sesquialtera  | 2 ⁄3′+ 1 3⁄5′ |
| 15.                 | Waldflöte     | 2′            |
| 16.                 | Nasat         | 1 ⁄3′         |
| 17.                 | Sifflöte      | 1′            |
| 18.                 | Zimbel III–IV | 1⁄2′          |
| 19.                 | Fagott        | 16′           |
| 20.                 | Oboe          | 8′            |
|                     | Tremulant     |               |

| Pedal C–f1 |              |       |
| 21.        | Subbass      | 16′   |
|            | Zartbass     | 16′   |
| 22.        | Oktavbass    | 8′    |
| 23.        | Nachthorn    | 8′    |
| 24.        | Violonbass   | 8′    |
| 25.        | Choralbass   | 4′    |
| 26.        | Rauschbass V | 2 ⁄3′ |
| 27.        | Posaune      | 16′   |

- Koppeln: II/I, I/P, II/P
- Spielhilfen: 2 freie Kombinationen, 1 freie Pedalkombination, Tuttiknopf, Crescendowalze, Schwelltritt, Einzelzungenabsteller, Absteller für Crescendo und Koppeln aus Crescendo, Koppel-Pistons

## Glocken
Die Glocken mit einem vierstimmigen ausgefüllten C-Moll-Motiv wurden von der nahegelegenen Glockengießerei Hofweber in Regensburg gefertigt und am 13. Oktober 1963 geweiht.
| Nr. | Name            | Masse (kg) | Schlagton | Ø (mm) | Gussjahr | Glockengießer  |
| 1   | Marienglocke    | 2.100      | c1        | 1580   | 1963     | Georg Hofweber |
| 2   | Wolfgangsglocke | 1.250      | es1       | 1250   | 1963     | Georg Hofweber |
| 3   | Emmeramsglocke  | 950        | f1        | 1150   | 1963     | Georg Hofweber |
| 4   | Michaelsglocke  | 650        | g1        | 1040   | 1963     | Georg Hofweber |

Für das Angelusläuten werden die Glocken 3 bzw. 4 genutzt.